# ISO 19116
Lo standard ISO19116 - Servizi di posizionamento fa parte degli standard prodotti da ISO/TC211 e definisce la struttura dati ed il contenuto di un'interfaccia che consenta la comunicazione tra i dispositivi che forniscono dati di posizionamento e i dispositivi che ne fanno uso in modo da garantire una univoca interpretazione delle informazioni relative alla posizione e determinare se i risultati soddisfano i requisiti per l'uso. Un'interfaccia standardizzata consente l'integrazione di informazioni relative alla posizione rilevata con diverse tecnologie in diverse applicazioni su dati geografici quali sorveglianza, guida ai percorsi (navigatori), sistemi intelligenti per il trasporto. 
Questo standard fornisce supporto ad un ampio insieme di applicazioni per le quali le informazioni relative alla posizione sono di rilievo.
La norma italiana UNI-EN-ISO19116 è la versione ufficiale in lingua inglese della norma europea EN ISO 19116 (edizione 2006).